# Ходкевич, Александр Иванович
Алекса́ндр Ива́нович Ходке́вич (ок. 1475 — 28 мая 1549) —  магнат, крупный государственный деятель Великого княжества Литовского, меценат. Конюший дворский (1502), маршалок господарский (1506—1509, 1511—1547), староста пуньский (1506), берестейский (1529) и кнышинский (1530), воевода новогрудский (1544—1549), державца вилькийский и остринский.

## Биография
Представитель  магнатского рода Ходкевичей герба «Ходкевич», сын воеводы киевского Ивана Фёдоровича Ходкевича (ок. 1420 — ок. 1485) и княжны Агнессы Софии Ивановны Бельской (ум. после 1496). Через свою мать находился в родстве с династией Ягеллонов: троюродный брат великого князя литовского Александра, короля польского Яна Ольбрахта и великого князя литовского Сигизмунда Старого.
В семилетнем возрасте попал в плен к крымским татарам во время разорения Киева в 1482 году. Позже был выкуплен из плена.
Имел крупные земельные владения на северо-востоке Великого княжества Литовского с центром в Городке в Подляшье.
В 1498 году Александр Ходкевич вместе со смоленским епископом Иосифом Солтаном основал православный монастырь в своём Городке, но в 1502 году монахи перебрались на Сухой Холм. На этом месте в 1510—1511 годах Александром Ходкевичем был построен Супрасльский монастырь. Константинопольский патриарх Иеремия издал специальный эдикт с разрешением на основание монастыря. Первой в подземелье монастыря была похоронена мать Александра Ходкевича.
В 1502 году Александр Ходкевич упоминается в чине конюшего надворного литовского. В 1506 году получил должность маршалка господарского, которую занимал до 1547 года. В 1506 году ему было передано староство пуньское. Позднее получил староства берестейское (1529) и кнышинское (1530), также был державцей вилькийским и остринским.
В 1509 году после подавления восстания князей Глинских Александр Иванович Ходкевич был обвинён в связях с мятежниками, лишён всех должностей и заключен в темницу, где провёл два года. В 1511 году был освобождён из тюремного заключения, ему были возвращены должности и родовые имения.
В 1544 году Александр Ходкевич получил должность воеводы новогрудского, которую занимал вплоть до своей смерти.
28 мая 1549 года Александр Иванович Ходкевич скончался, был похоронен в основанном им же самим Супрасльском монастыре.

## Семья
11 мая 1513 года женился на княжне Василисе (ум. 11 мая 1552), дочери князя Ивана Васильича Ярославича. Дети:
- Иван Ходкевич
- Иероним Ходкевич (ок. 1500—1561), каштелян трокский, староста жемайтский и каштелян виленский
- Григорий Ходкевич (ок. 1513—1572), каштелян виленский и гетман великий литовский
- Юрий Ходкевич (1524—1569), каштелян трокский
- София Ходкевич (ум. 1593), 1-й муж подчаший литовский Станислав Кезгайло, 2-й муж конюший надворный литовский и коронный Иероним Корыцкий
- Александра Ходкевич (ум. ок. 1583), жена воеводы новогрудского Павла Ивановича Сапеги (ум. 1579).